# Ернст Фридрих (Саксония-Кобург-Заалфелд)
Ернст Фридрих (на немски: Ernst Friedrich von Sachsen-Coburg-Saalfeld; * 8 март 1724, Заалфелд; † 26 август 1800, Кобург) е от 1764 до 1800 г. херцог на Саксония-Кобург-Заалфелд и прадядо на британската кралица Виктория и нейния съпруг принц Алберт.

## Живот
Ернст Фридрих е най-възрастният син на херцог Франц Йосиас фон Саксония-Кобург-Заалфелд (1697 – 1764) и съпругата му Анна София (1700 – 1780) от фамилията Дом Шварцбург, дъщеря на княз Лудвиг Фридрих I фон Шварцбург-Рудолщат и Анна София фон Саксония-Гота-Алтенбург.
Ернст Фридрих се жени на 23 април 1749 г. във Волфенбютел за принцеса София Антония фон Брауншвайг-Волфенбютел (1724 – 1802), дъщеря на херцог Албрехт II фон Брауншвайг-Волфенбиютел.
През 1764 г. той последва баща си и мести резиденцията в Кобург. Понеже херцогството е финансово задължено император Йозеф II назначава през 1773 г. дебит-комисия, която оставя на херцог Ернст Фридрих 12 000 талери годишни приходи. През 1768 г. той въвежда лотария с числа, за да помага финансово на възпитателния дом и сиропиталището.

## Деца
Ернст Фридрих и София Антония имат децата:
- Франц Фридрих Антон (1750 – 1806), херцог на Саксония-Кобург-Заалфелд
- Карл (1751 – 1757)
- Фриедерика Юлияна (*/† 1752)
- Каролина Улрика Амалия (1753 – 1829), декан на манастир Гандерсхайм от 1795
- Лудвиг Карл Фридрих (1755 – 1806)
- Фердинанд Август Хайнрих (1756 – 1758)
- Фридрих (*/† 1758)